# بطولة تونس للكرة الطائرة للرجال 1992-1993
بطولة تونس للكرة الطائرة للرجال 1992-1993 هو الموسم رقم 38 من بطولة تونس للكرة الطائرة للرجال.

فاز بهذا الموسم الترجي الرياضي التونسي.

## روابط خارجية
- الموقع الرسمي للجامعة التونسية للكرة الطائرة.